# 安德鲁·弗雷
安德魯·弗雷（英語：Andrew Furey，1975年—）加拿大政治人物，现任紐芬蘭与拉布拉多省省長.

## 政治生涯
安德魯·弗雷于2020年举行的纽芬兰与拉布拉多自由党党魁选举中接替辞职的德怀特·鲍尔，成为新党魁，并于同年8月接替其省长职务。
随后他在2021年率领紐芬蘭和拉布拉多自由黨，贏得提前省選并组建多数政府进而續任。

## 个人生活与家庭
原來是整形外科醫生的安德魯·弗雷雖然以政治素人身分出任省長，但出身政治世家的他父親佐治·弗雷是現任加拿大国会上议院議長，其叔也曾擔任省議員和內閣廳長。